# 裕隆汽車
裕隆汽車製造股份有限公司（英語：Yulon Motor Co., Ltd.）簡稱裕隆汽車，是在1953年開設的臺灣汽車製造商兼裕隆集團的創業公司，現為集團旗下的主要公司。嚴慶齡創辦裕隆汽車及其後的開展，代表了臺灣戰後長期由政府主導投入國產汽車工業的歷史。
現今裕隆集團的企業版圖已不限於汽車工業，也經營著金融、營建、大型商場、紡織等多個領域。集團旗下現有中華汽車和納智捷兩個國產汽車品牌，還承接了數個外國車企的代理與代工業務。

## 沿革

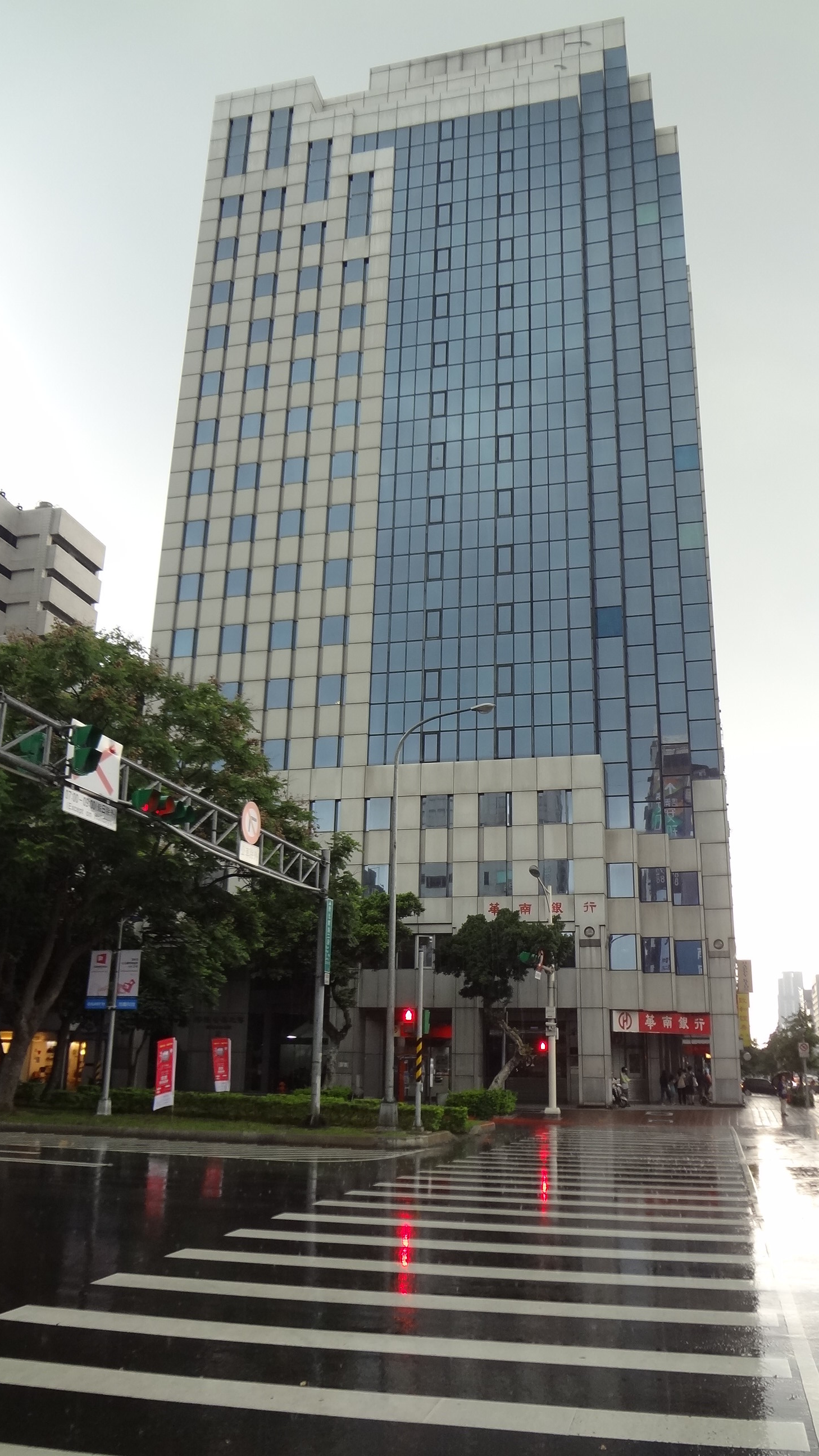
原裕隆汽車總部所在的裕隆企業大樓

1953年9月10日，原籍上海的企業家嚴慶齡為響應時任總統蔣中正「引擎救國」之號召，創辦「裕隆機器製造有限公司」，資本額為新台幣二百萬元，業務範圍為機器製造銷售。10月，裕隆新店廠在臺北縣新店鎮（今新北市新店區）建廠；並利用美軍所留下的零件組裝出第一輛威力斯吉普車。並於1954年4月，在台北中山堂舉行台北到高雄的長途試車活動。1957年12月，裕隆與日本日產汽車簽訂技術合作合約。
1960年9月，裕隆更名為「裕隆汽車製造有限公司」，在新店廠製造小轎車及商用卡車，使用第一代商標「圓舵盤」。1963年8月，裕隆與義大利伊諾森第公司技術合作生產蘭美達型二輪機車（YLL-175）。1977年1月，裕隆投資6億新台幣並取得交通部柴油引擎生產許可後，開始生產2.2升的日產SD22柴油引擎，並陸續裝配到太子汽車代為銷售的日產Homy貨車及勝利803DL上。1980年6月，裕隆開始生產小改款的日產Sunny B310，是為著名的速利303，直到1993年因無法通過行政院環境保護署實施的環保法規而停產。
1981年3月20日，嚴慶齡因病逝世，其夫人吳舜文接任董事長，接續嚴慶齡「技術生根」的理念。5月，裕隆在苗栗三義籌設的「裕隆汽車城」開始投入生產。8月，裕隆於桃園龜山工業區成立工程中心，專責汽車設計開發工作。1986年10月，裕隆研發五年後的台灣第一輛完全自力設計生產的小轎車飛羚101正式出產上市，轟動當時的台灣汽車業。1989年，在外國留學的嚴慶齡獨子嚴凱泰被召回台灣，以僅24歲之姿出任裕隆首席執行副總經理，接掌裕隆實際的最高領導權，同時主持裕隆的改革工作。
1992年9月，裕隆全面更新企業識別系統，停用圓舵盤，啟用“YL”二字合體的第二代商標，裕隆英文名稱“Yue Loong”改為“Yulon”。1993年起，除了精兵車系繼續使用裕隆商標以外，裕隆出產的車輛停用裕隆商標、改掛日產的「Nissan」商標。1995年11月，裕隆實施「廠辦集中」，位於台北市信義路的企業總部、位於桃園的工程中心、位於台北縣新店市的工廠搬遷至三義工廠共同辦公。
1996年2月，裕隆與日產合作研發的中型轎車Cefiro上市，正式扭轉裕隆的虧損現狀，也改變社會上對裕隆「國民車」的形象。1998年11月，裕隆工程中心改名為裕隆亞洲技術中心（YATC），成為日產車輛研發的據點之一。裕隆除了汽車製造本業之外，也轉投資零組件、租車、保險等汽車相關產業，逐漸由傳統的汽車製造商轉型成汽車產業的價值供應者；新安產物保險（Newa Insurance，即今新安東京海上產物保險）就是裕隆轉投資成立的產物保險公司。1999年11月，裕隆與Nissan Diesel合資成立「裕佳汽車股份有限公司」。2000年1月，裕隆成立裕隆亞洲物流中心（YAPC）。裕隆也在該年成為法國雷諾汽車的台灣總代理。
2003年5月20日，裕隆汽車分割重組為「裕隆汽車製造股份有限公司」（原裕隆汽車）與「裕隆日產汽車股份有限公司」（Nissan Taiwan，簡稱「裕日車」），並進一步與日產汽車擴大合作。12月，原裕隆新店廠改建的「裕隆生活城」動土開工。2005年1月，裕隆汽車與美國通用汽車簽署合資公司合約。7月，與通用汽車合作成立合資公司「裕隆通用汽車股份有限公司」（Yulon General Motors Ltd.）代理通用汽車旗下品牌，與通用汽車分別持有51%及49%股權。裕隆通用汽車砸下新台幣數億元在全台灣建立Cadillac、Opel與Buick三大通路，各經銷商在業績低迷下虧損連連，三年內資本額幾乎燒光。
2007年起，在嚴凱泰主導下，裕隆再次籌畫推出自有品牌。2008年12月25日，裕隆公告，以新台幣1元買下通用汽車持有的裕隆通用汽車49%股權，通用汽車撤資，裕隆通用汽車成為裕隆100%投資的子公司。2009年1月6日，裕隆發表停用裕隆品牌後的第一個自有品牌「納智捷」（LUXGEN），首發車款已於2009年9月於台灣上市，日後計畫拓展至中國大陆、中東、俄羅斯等地。
2018年3月英國的品牌價值與戰略諮詢公司 Brand Finance，公布全球百大汽車品牌價值排行榜中，裕隆集團以排名第 85 名首度進榜。12月3日，嚴凱泰因食道癌逝世，其夫人嚴陳莉蓮接任董事長，按既定的方向及軌道運作。2020年3月，裕隆與鴻海集團、華創車電簽訂合作協議，並於同年11月以華創車電為基礎成立鴻華先進科技2023年9月28日，原裕隆新店廠改建而成的商場YES!LIFE裕隆城正式開幕。

## 歷任董事長
| 任次 | 姓名     | 任職期間                     | 備註                           |
| ---- | -------- | ---------------------------- | ------------------------------ |
| 1    | 嚴慶齡   | 1953年9月10日－1981年3月20日 | 1981年3月20日，因病逝世。      |
| 2    | 吳舜文   | 1981年3月20日－2007年7月13日 | 2008年8月9日，因心肺衰竭逝世。 |
| 3    | 嚴凱泰   | 2007年7月13日－2018年12月3日 | 2018年12月3日，因食道癌逝世。  |
| 4    | 嚴陳莉蓮 | 2018年12月3日－              | 現任董事長。                   |

## 旗下品牌

### 代理品牌/合作品牌
- 日產汽車
  - Nissan
  - Infiniti
- 中華汽車
  - 三菱
  - 上汽名爵：在台登記為「MG Taiwan」[8]
  - 上汽大通：在台貼牌為MG販售[9]

下列品牌已停止代理、代工：
- Nissan Diesel[10]（UD Trucks）
- 東風汽車[10]
- 克萊斯勒[11]
- 雷諾[11]
- 通用汽車[12]
  - 別克
  - 歐寶
  - 凱迪拉克

### 自有品牌

裕隆青鳥704上的圓舵盤商標

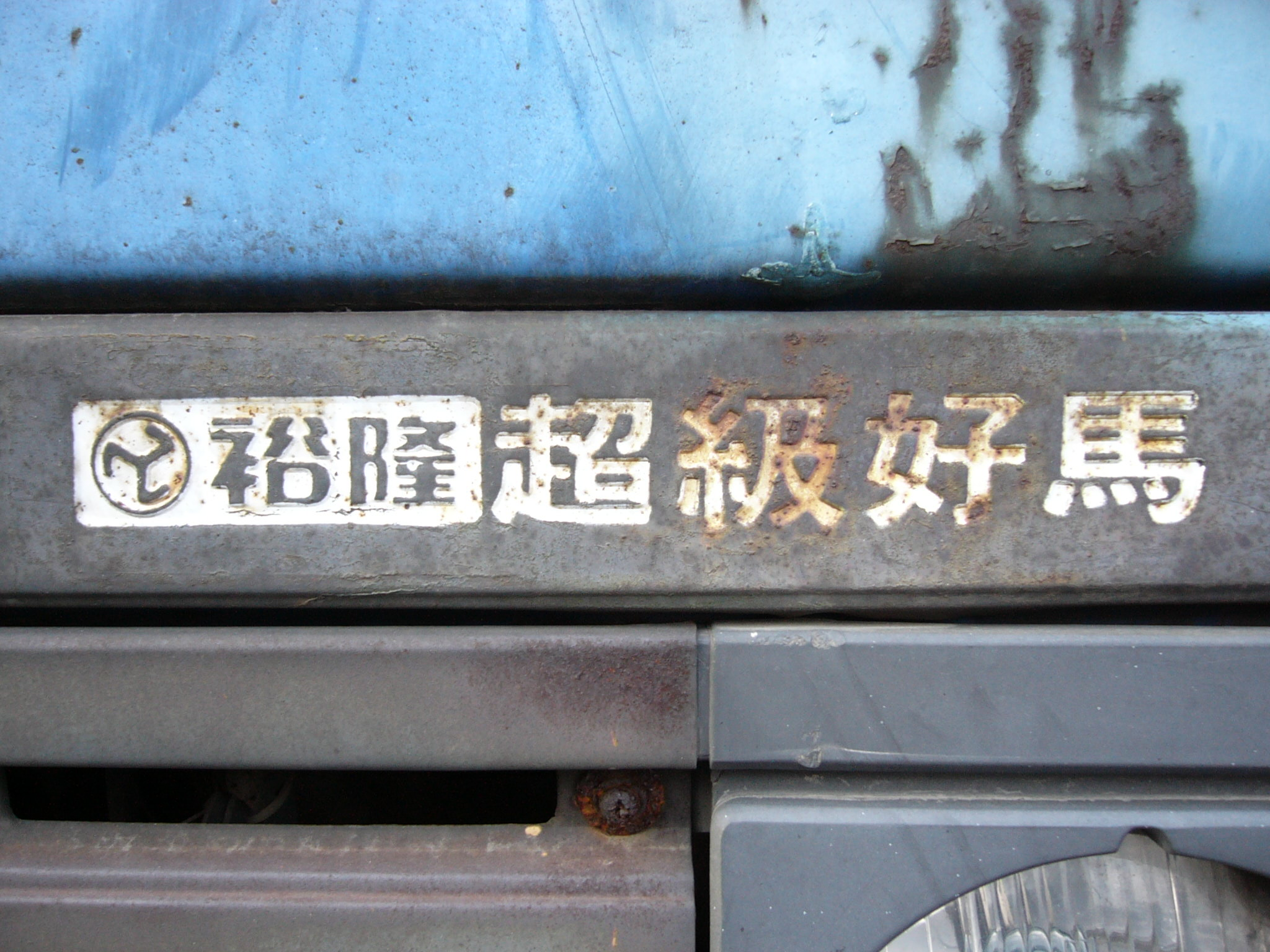
裕隆超級好馬貨車車頭上的裕隆第一代商標（左方白底黑字者）

- 裕隆（Yue Loong / Yulon）：現已全面停用，改採「Nissan」車標
  - 威力斯吉普車（Willys）
  - 凱利（Cony 360）
  - 青鳥（Bluebird 210 / 310 / 410 / 510）
  - 速利（Sunny B210 / B310 / B11 / B12）
  - 尖兵（Sentra B12 / B13 / B14 / N16）
  - 萬利（英语：Nissan Violet）（Auster/Violet 710 / A10）
  - 快得利（英语：Nissan Stanza）（Stanza T11）
  - 飛羚（Feeling）
  - 精兵（Arex）
  - 樂利（英语：Nissan Laurel）（Laurel C230）
  - 吉利/吉利青鳥（Bluebird 910 / U11）
  - 霹靂馬（Primera）
  - 勝利（Cedric/Gloria 30 / 31 / 130 / 230 / 330 / 430 / Y30）
  - 雷鳥（英语：Datsun_truck）（Datsun Truck）
  - 頂好（Sunny Truck B120）
  - 寶馬（英语：Nissan Vanette）（Bobby）
  - 福滿多（英语：Nissan Vanette）（Vanette）
  - 好馬/超級好馬/好馬747（Homer）
- 納智捷
  - S3
  - S5 TURBO
  - S5 TURBO ECO HYPER
  - S5 GT / GT225
  - U5
  - U6 GT / GT220
  - U7 TURBO
  - U7 TURBO ECO HYPER
  - U7 TURBO ECO HYPER SPORTS+
  - M7 TURBO
  - M7 TURBO ECO HYPER
  - V7 TURBO ECO HYPER
  - URX
  - M7 EV+
  - 7 CEO
  - n⁷（英语：Luxgen_n7）
- 酷比汽車：貼牌販售國產化的「吉利汽車」車款[13]，現已停產
  - M'car
  - W'car
  - M'way
  - Q'way Concept
  - M'car EV
  - W'car EV

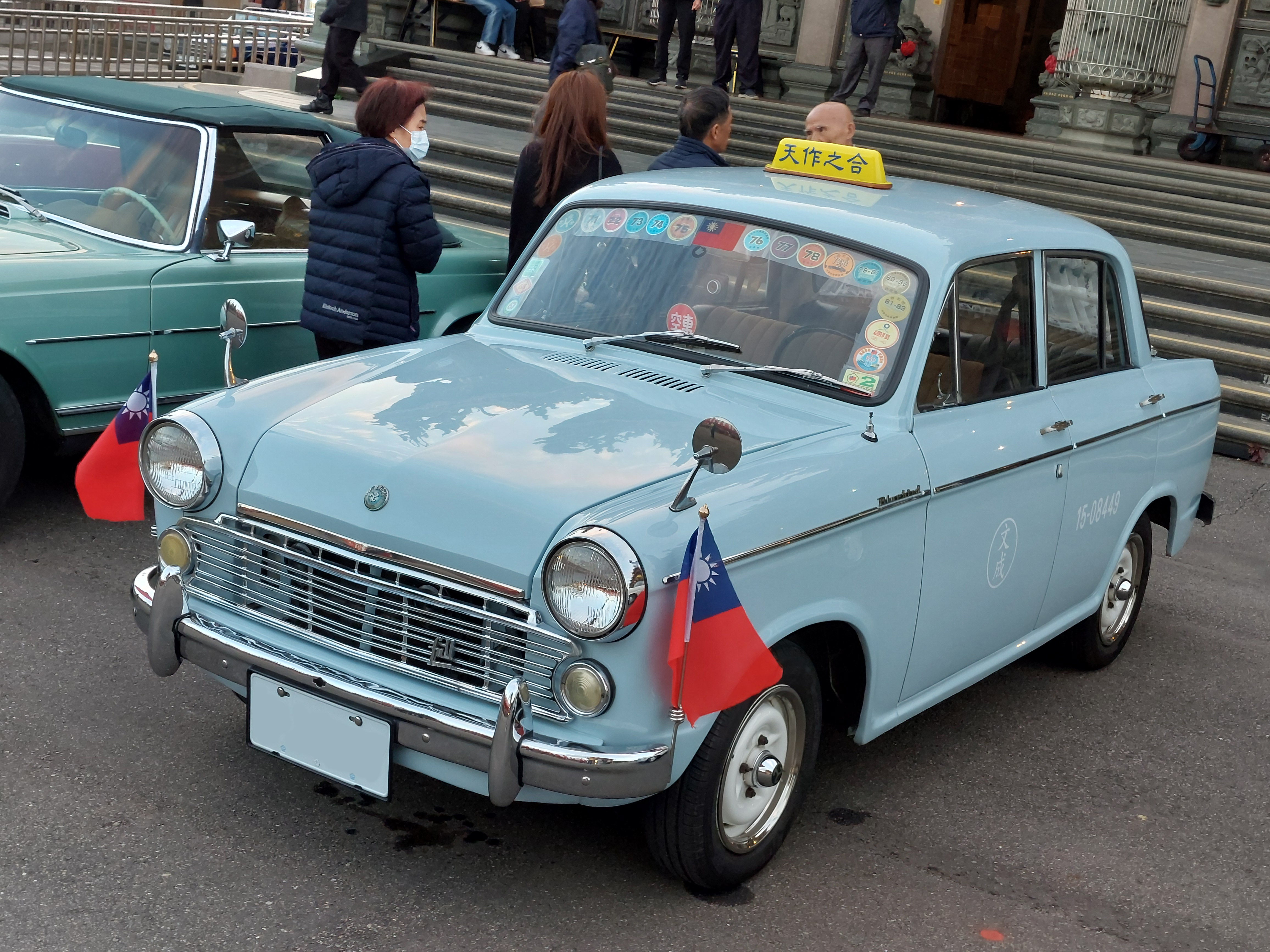
裕隆青鳥704（本車經過小幅裝飾）
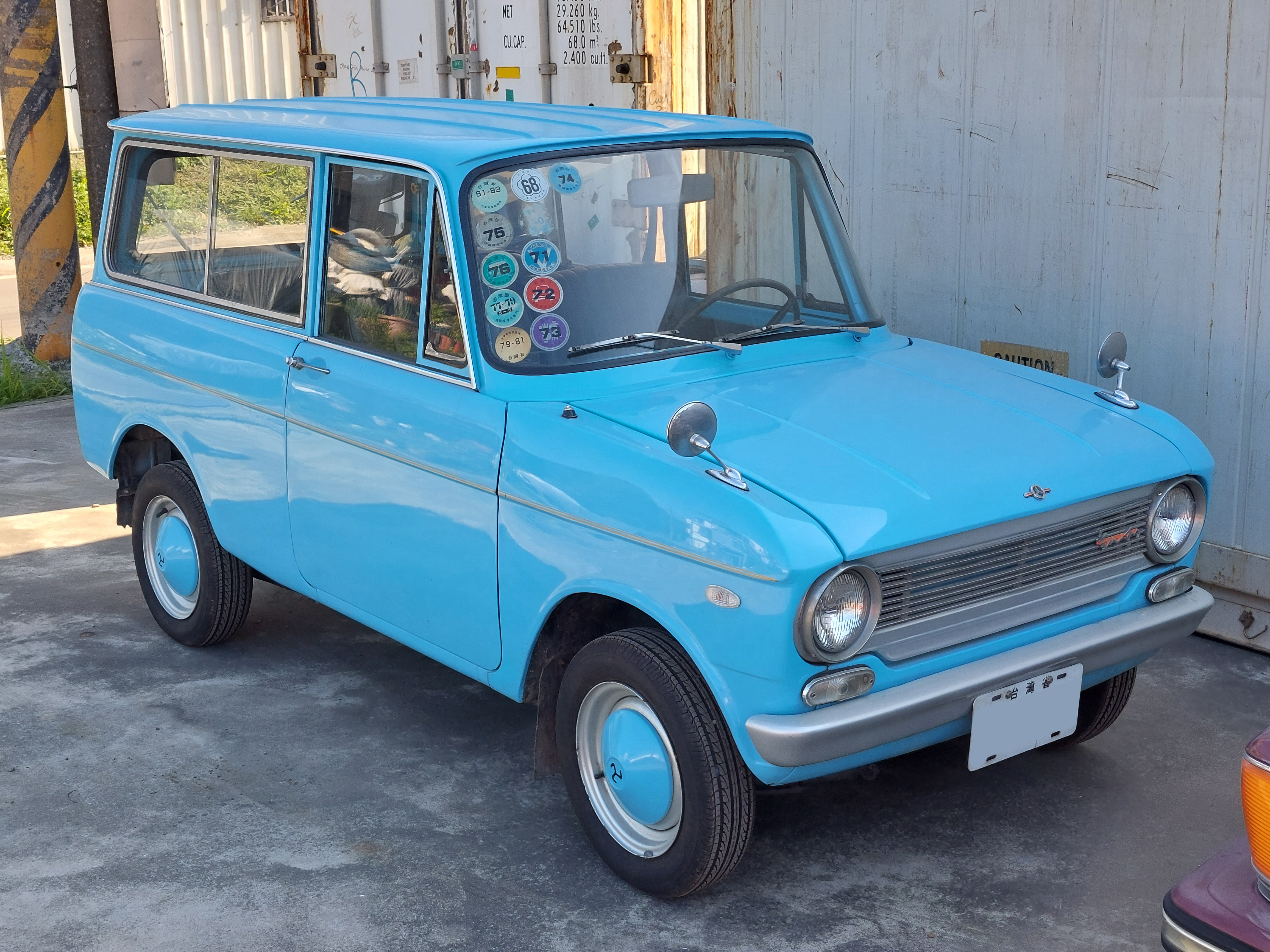
裕隆凱利601
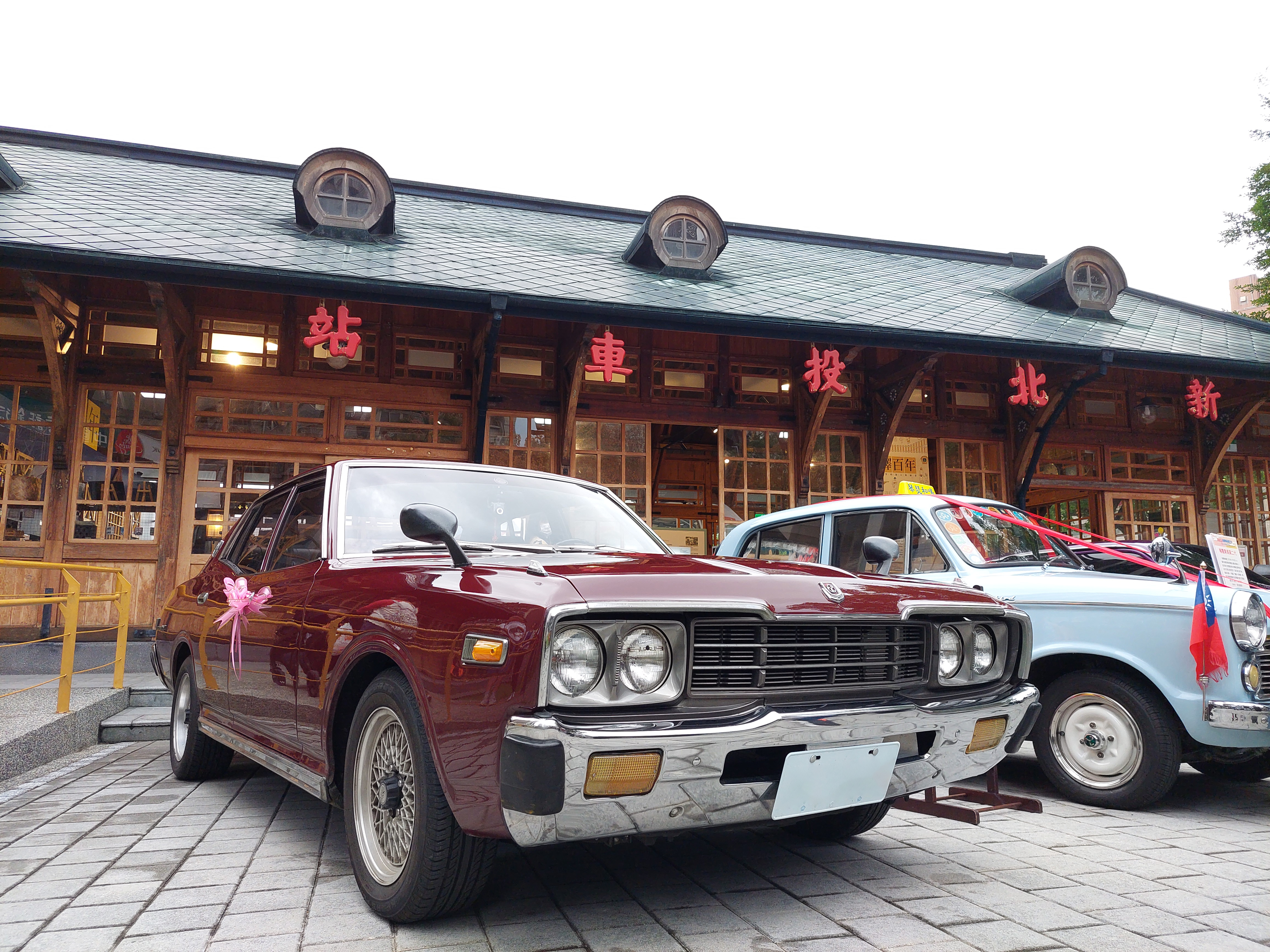
裕隆勝利803DL
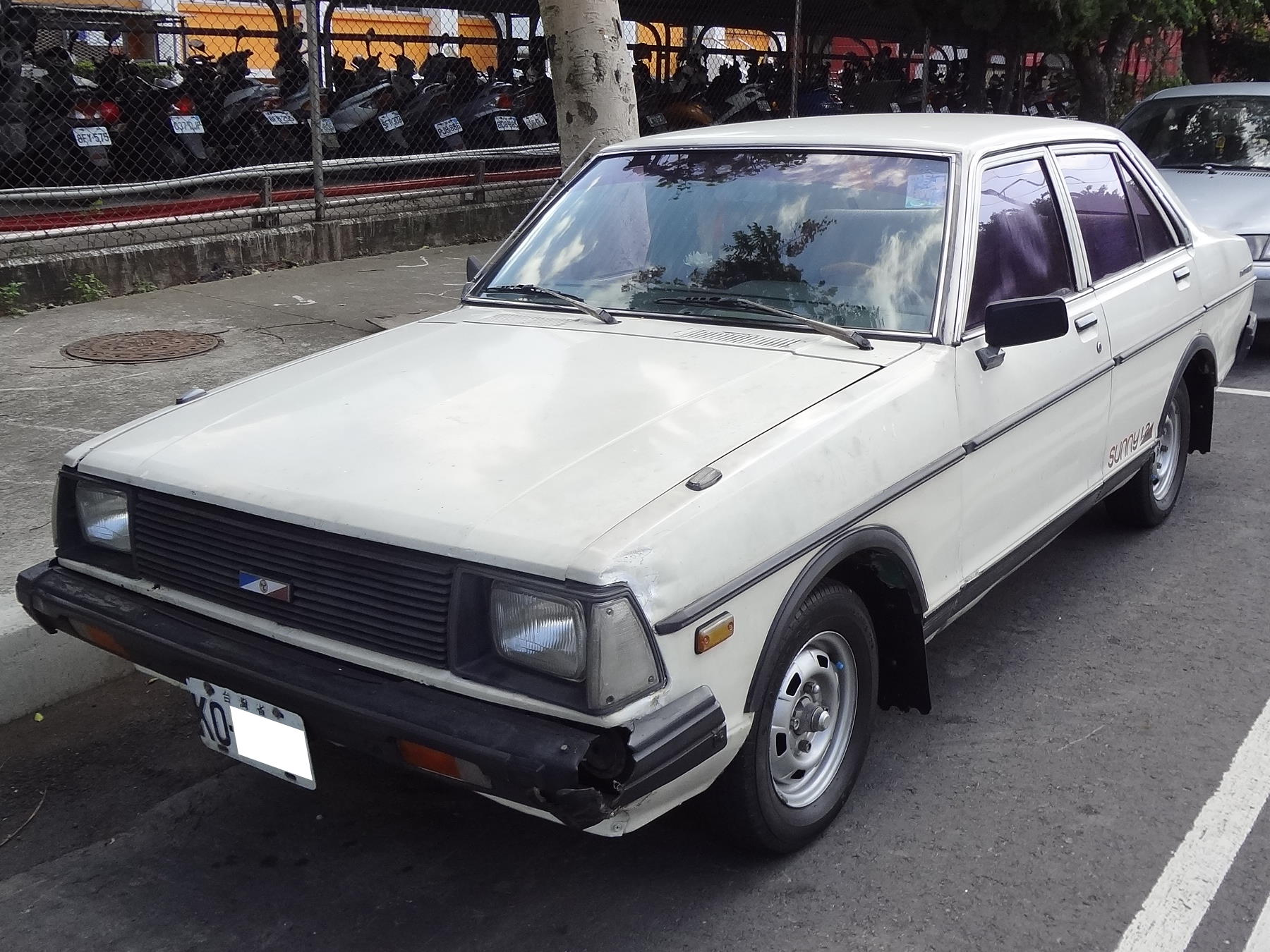
裕隆速利303 1.2CT
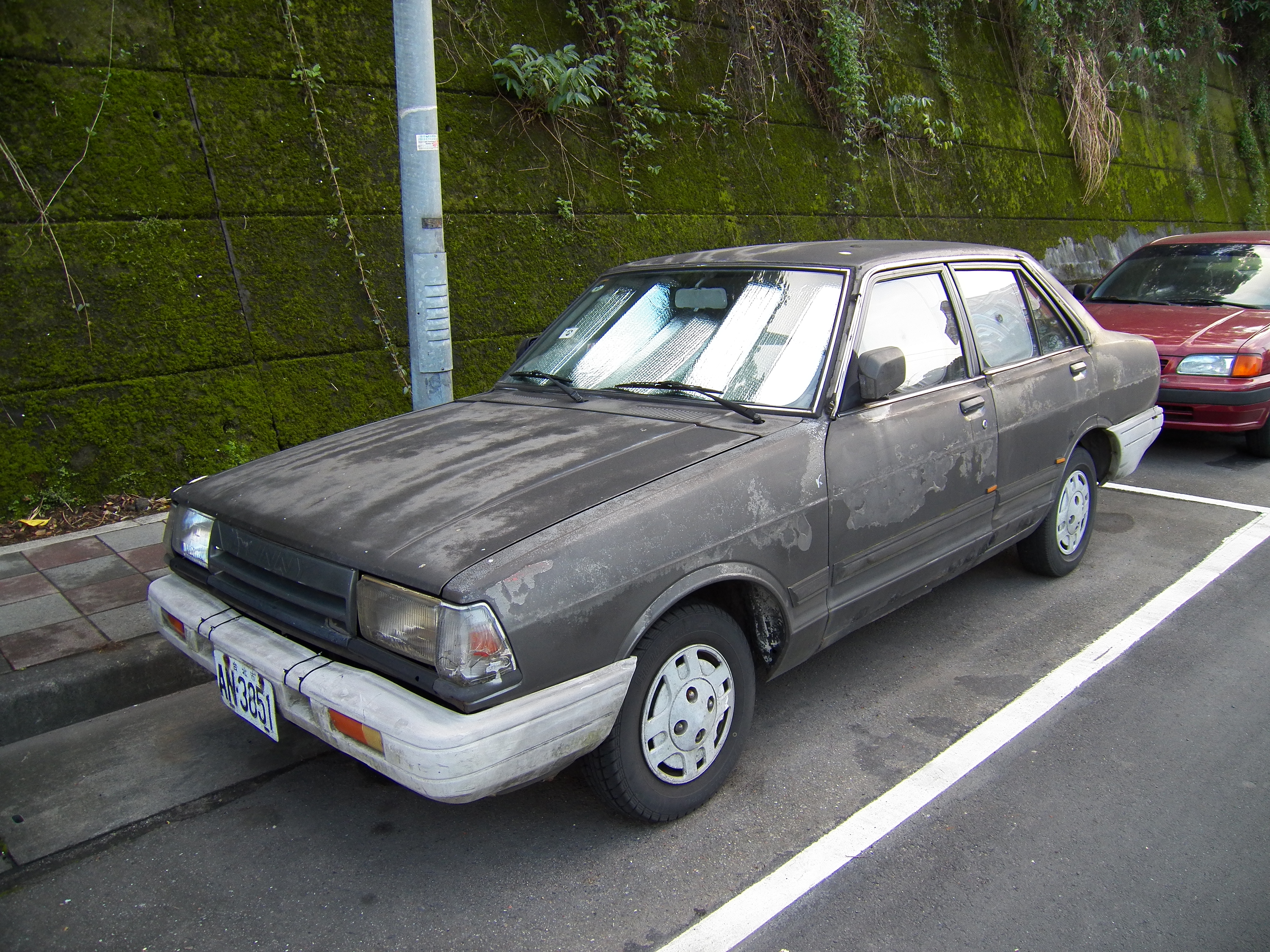
裕隆速利303 1.2GL
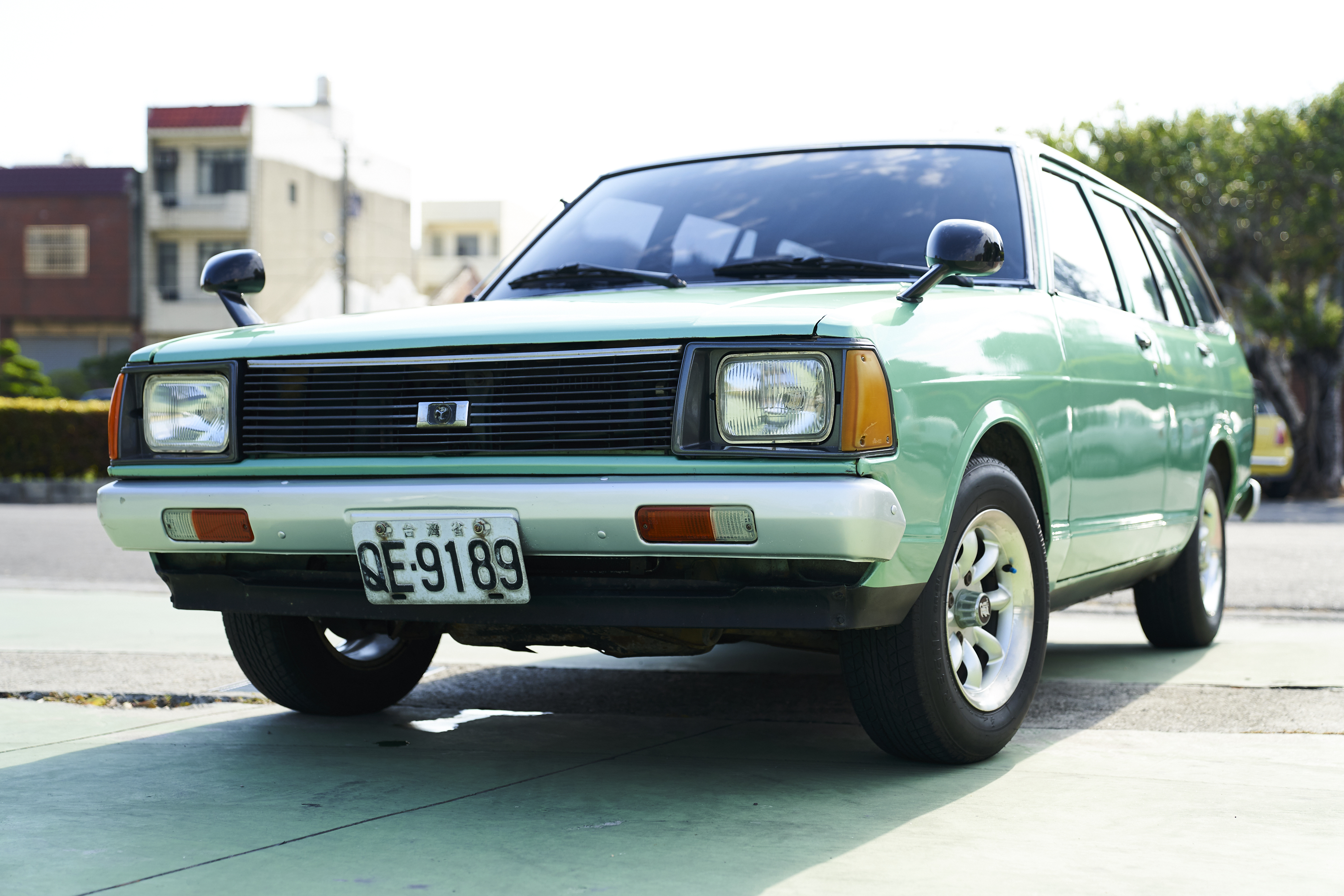
裕隆速利303W
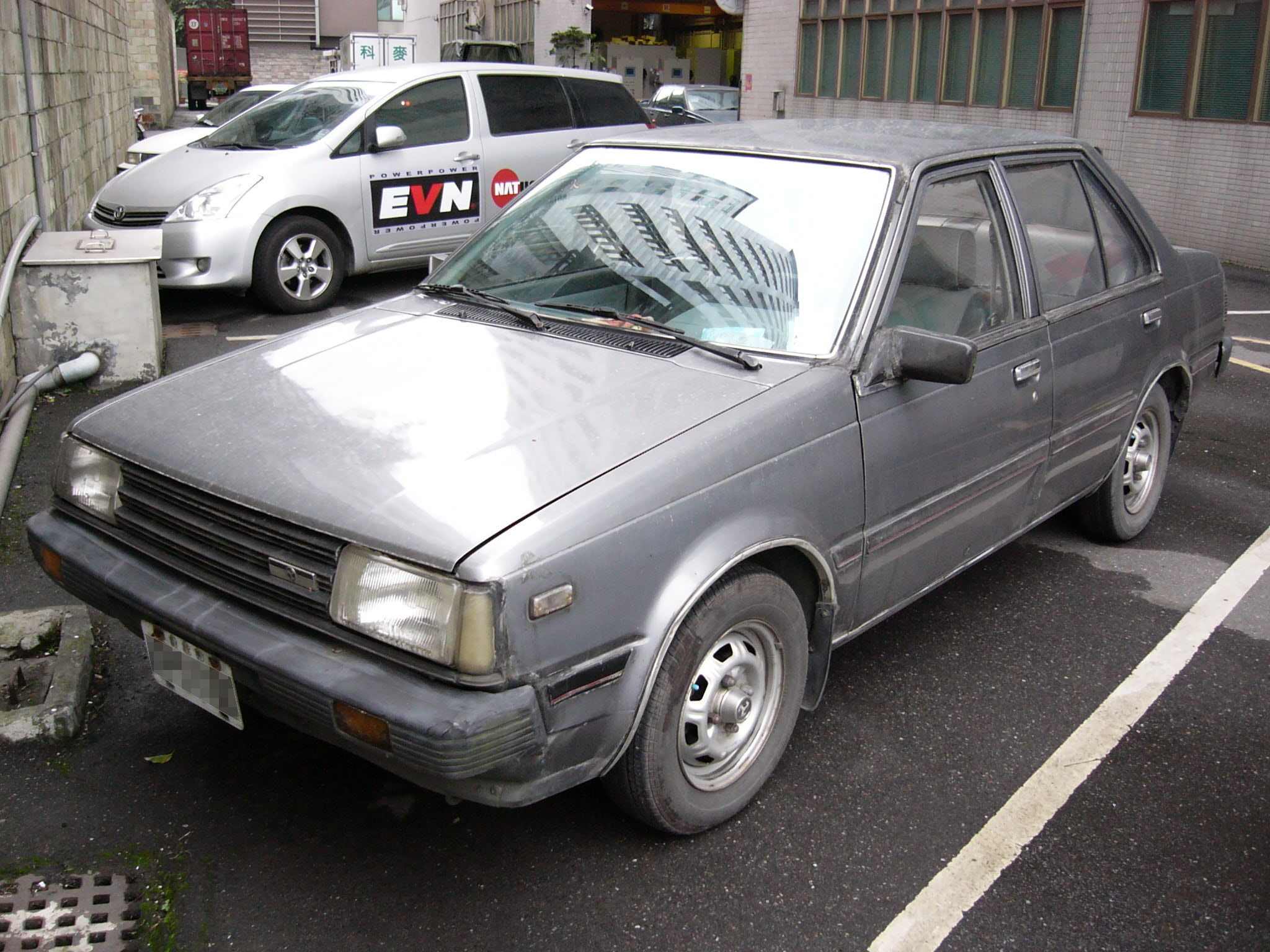
裕隆速利311 1.3DX
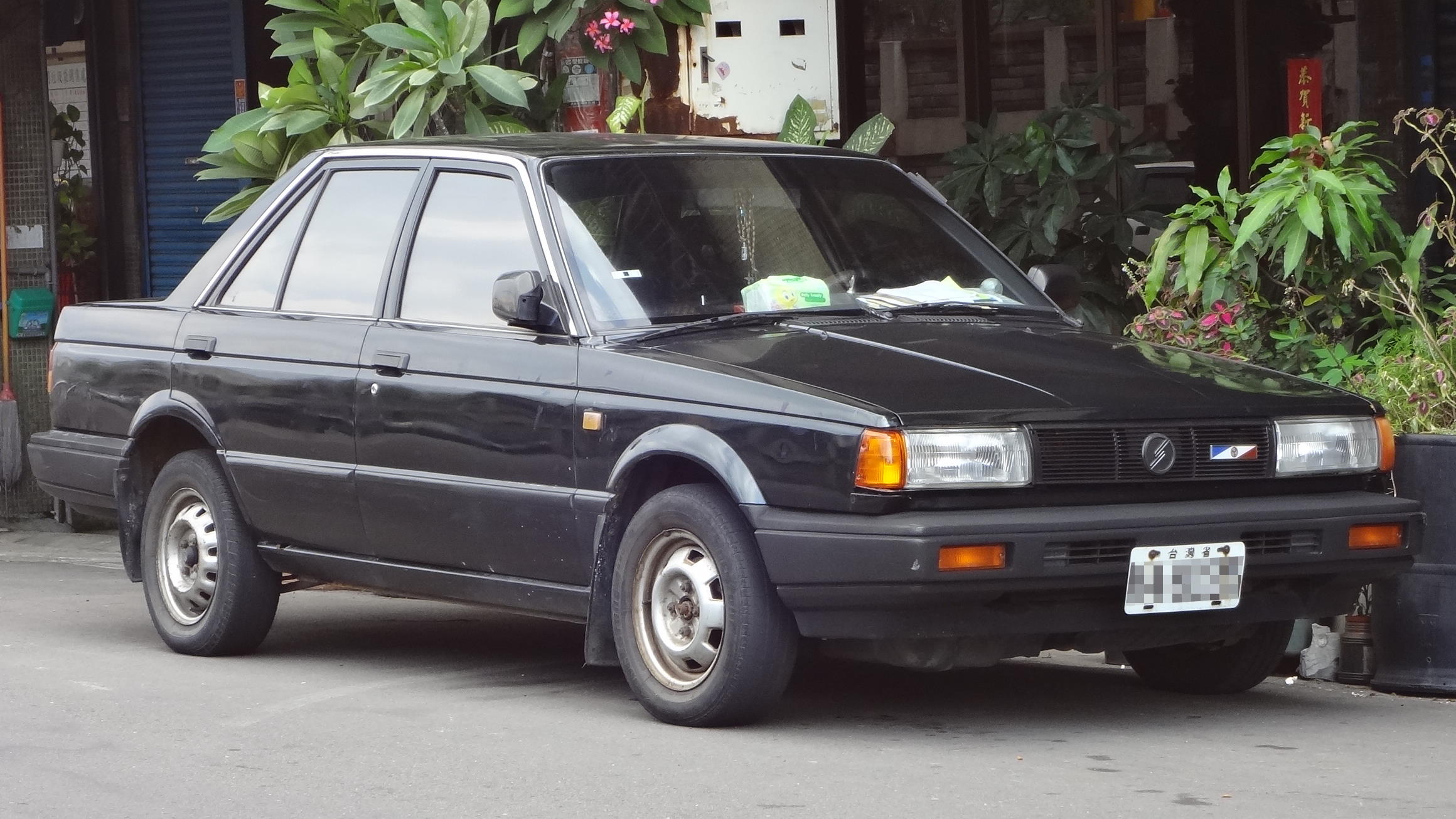
裕隆速利321 STD
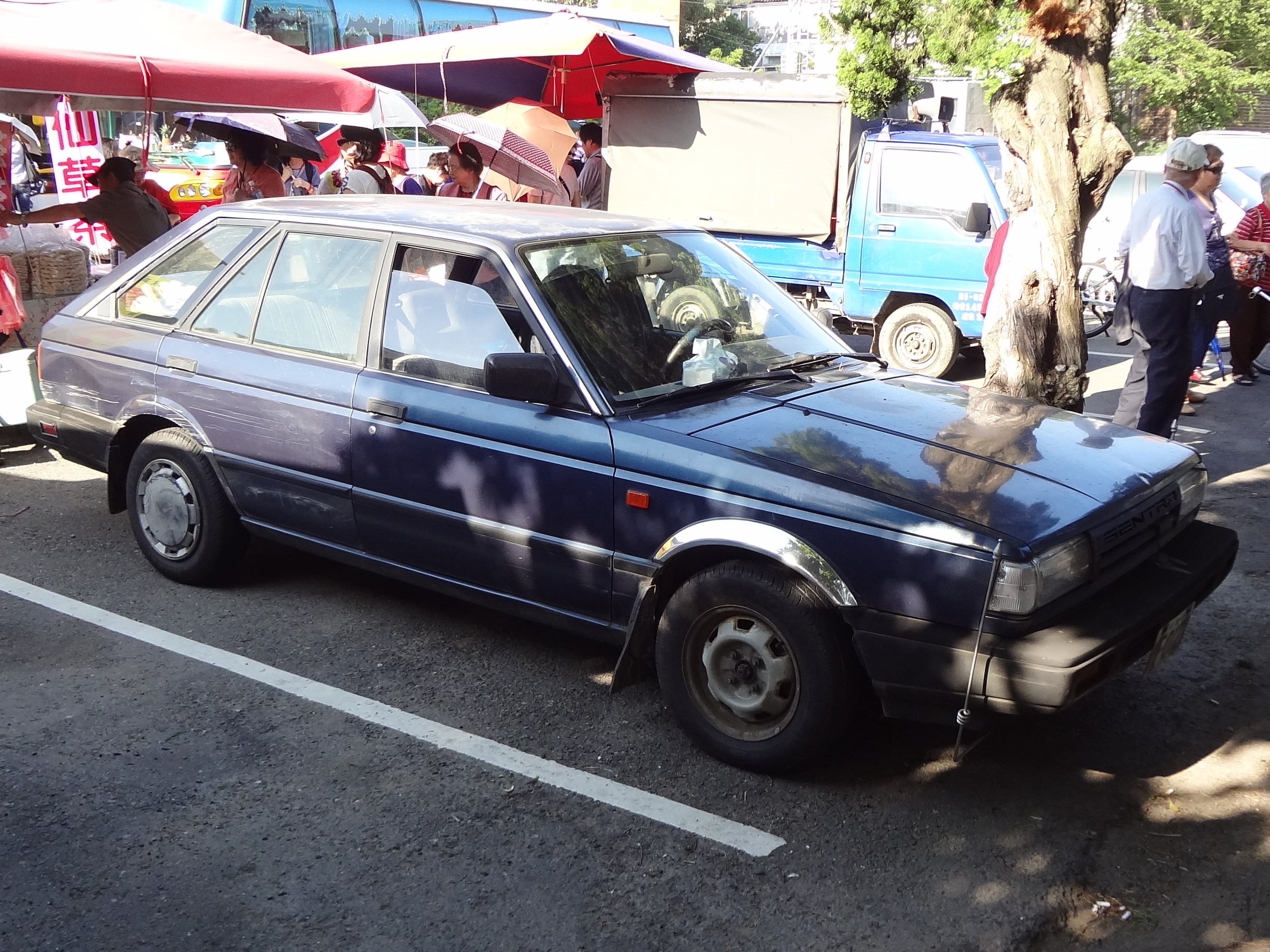
裕隆尖兵321 1.6ADW
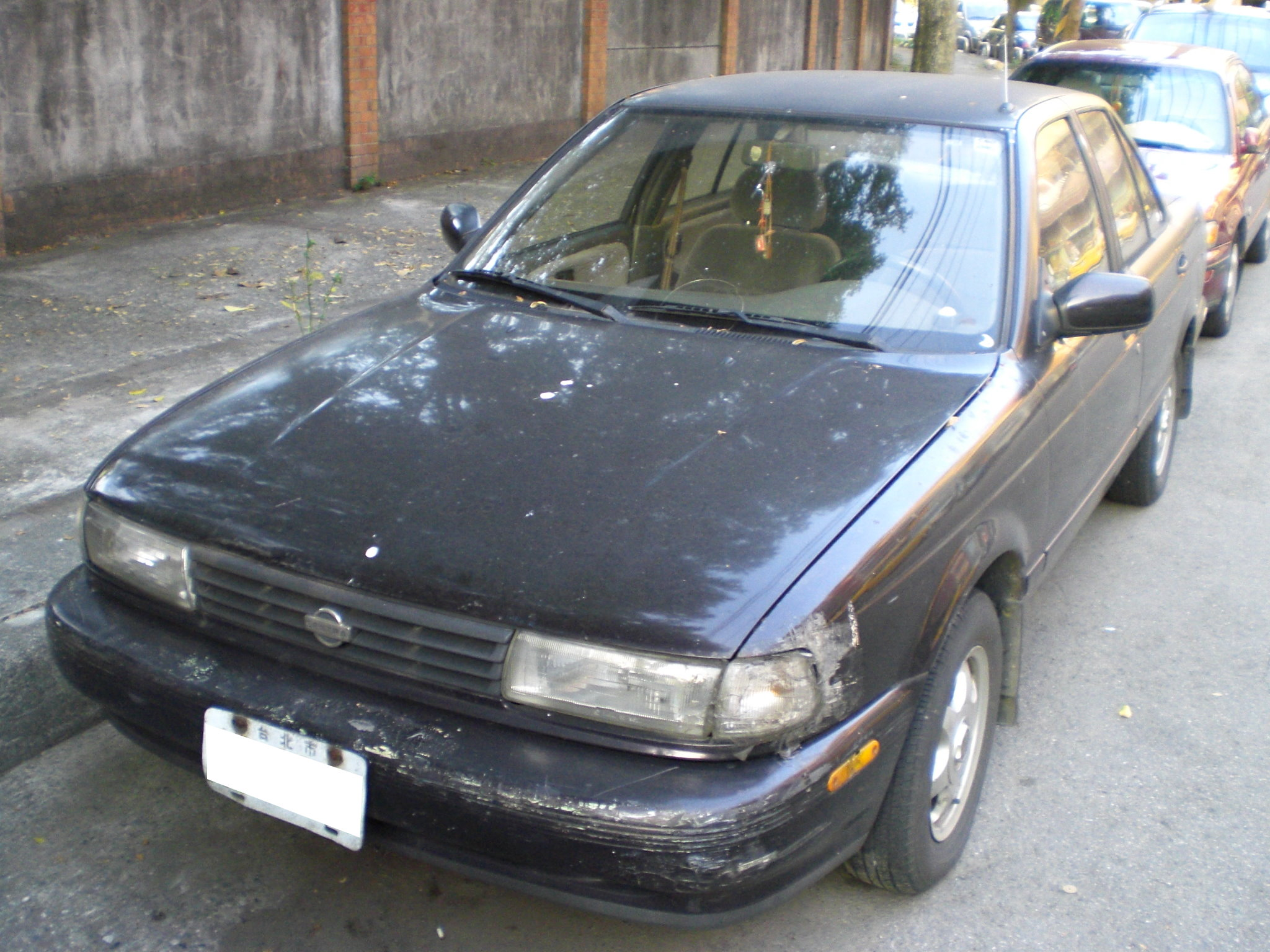
裕隆尖兵331 1.6GXi
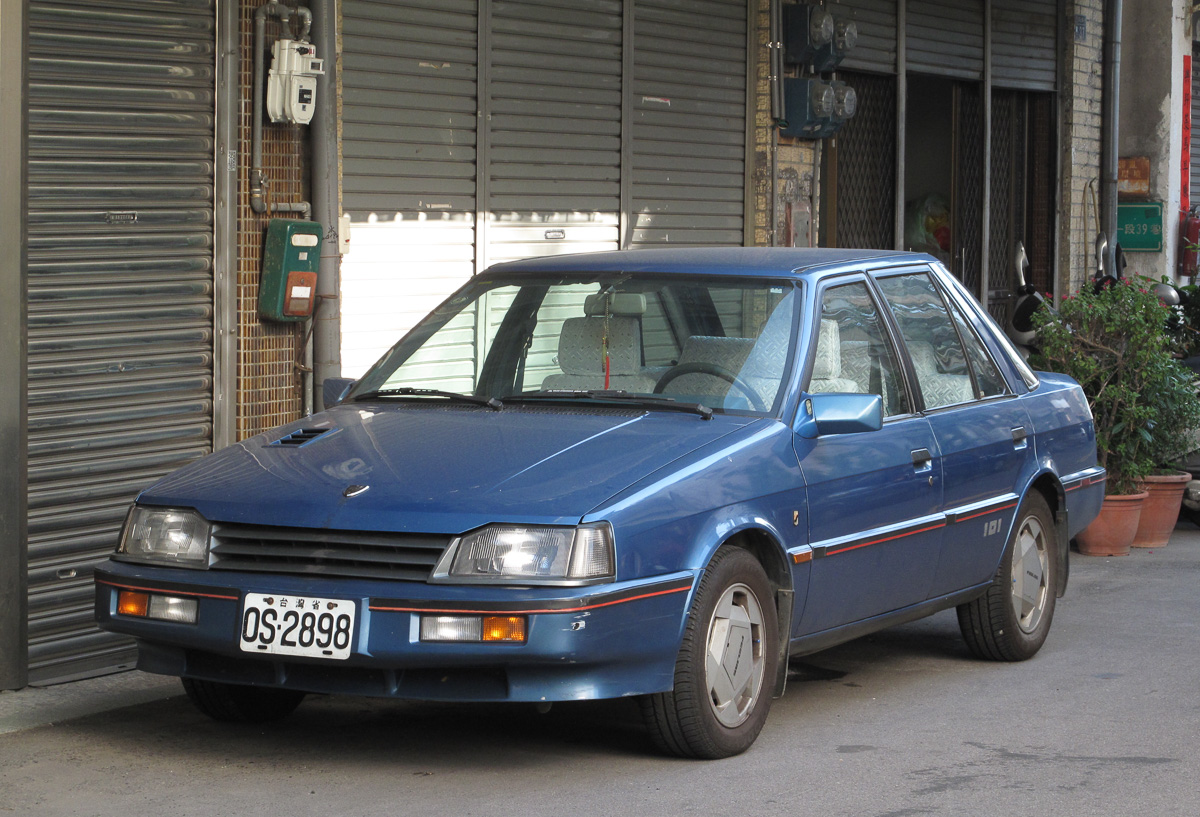
裕隆飛羚101 1.8GTS
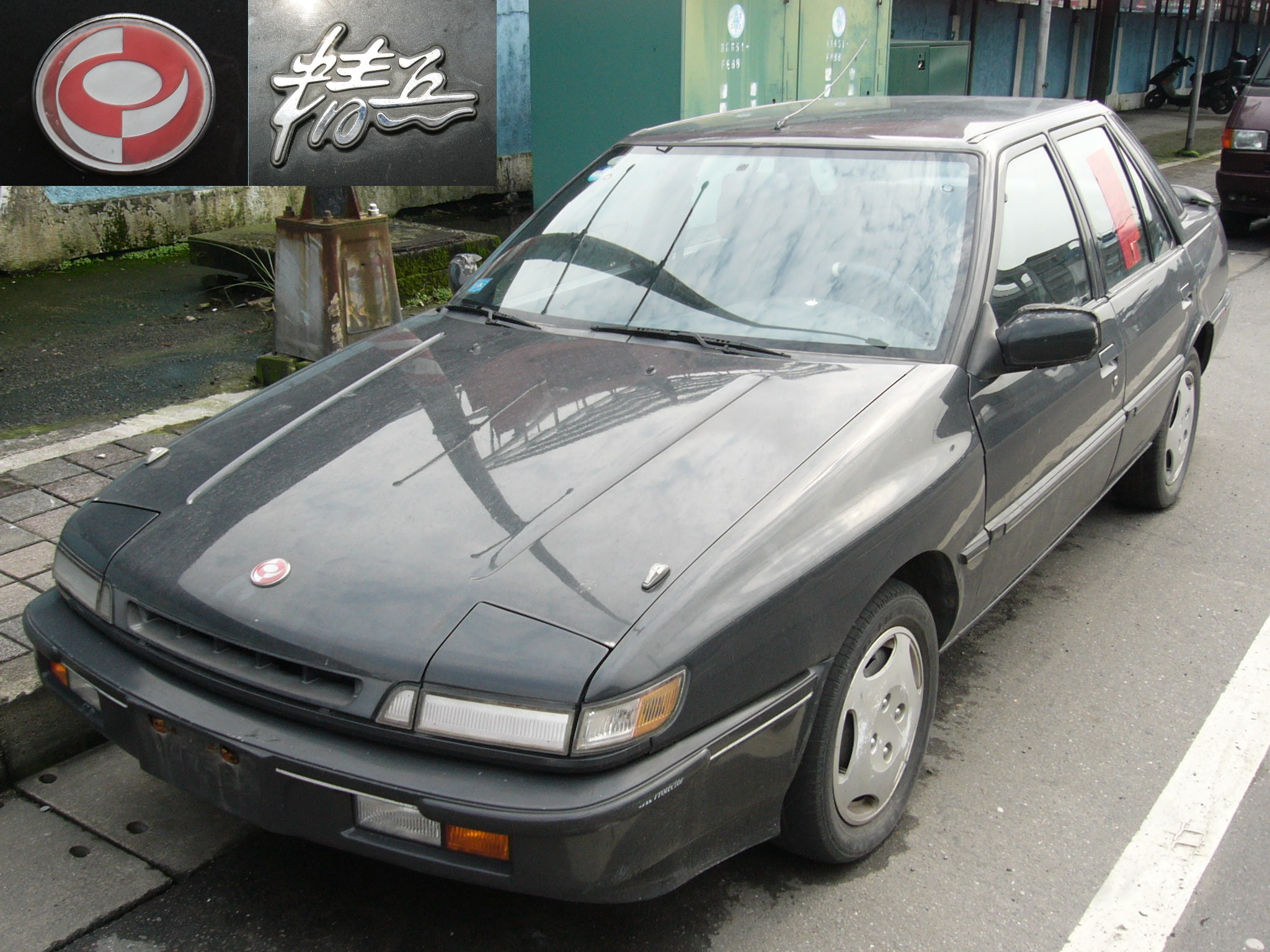
裕隆精兵 1.8GLi
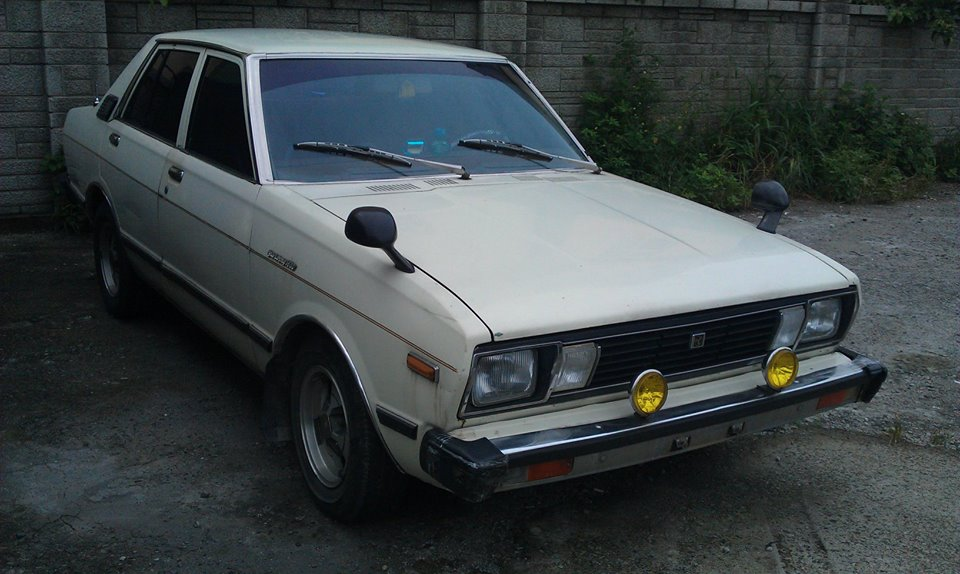
裕隆萬利709DX
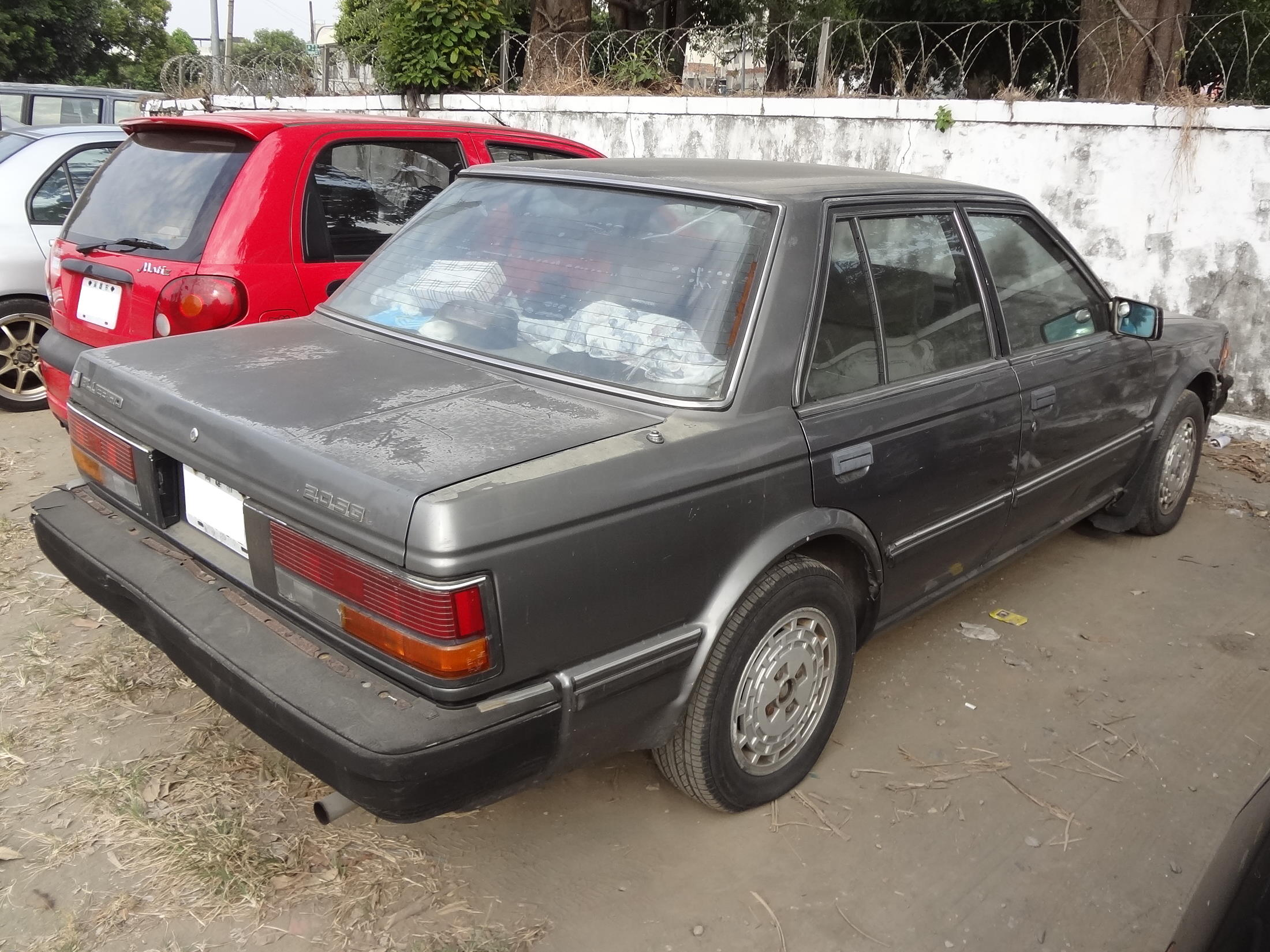
裕隆吉利青鳥923 2.0SGL
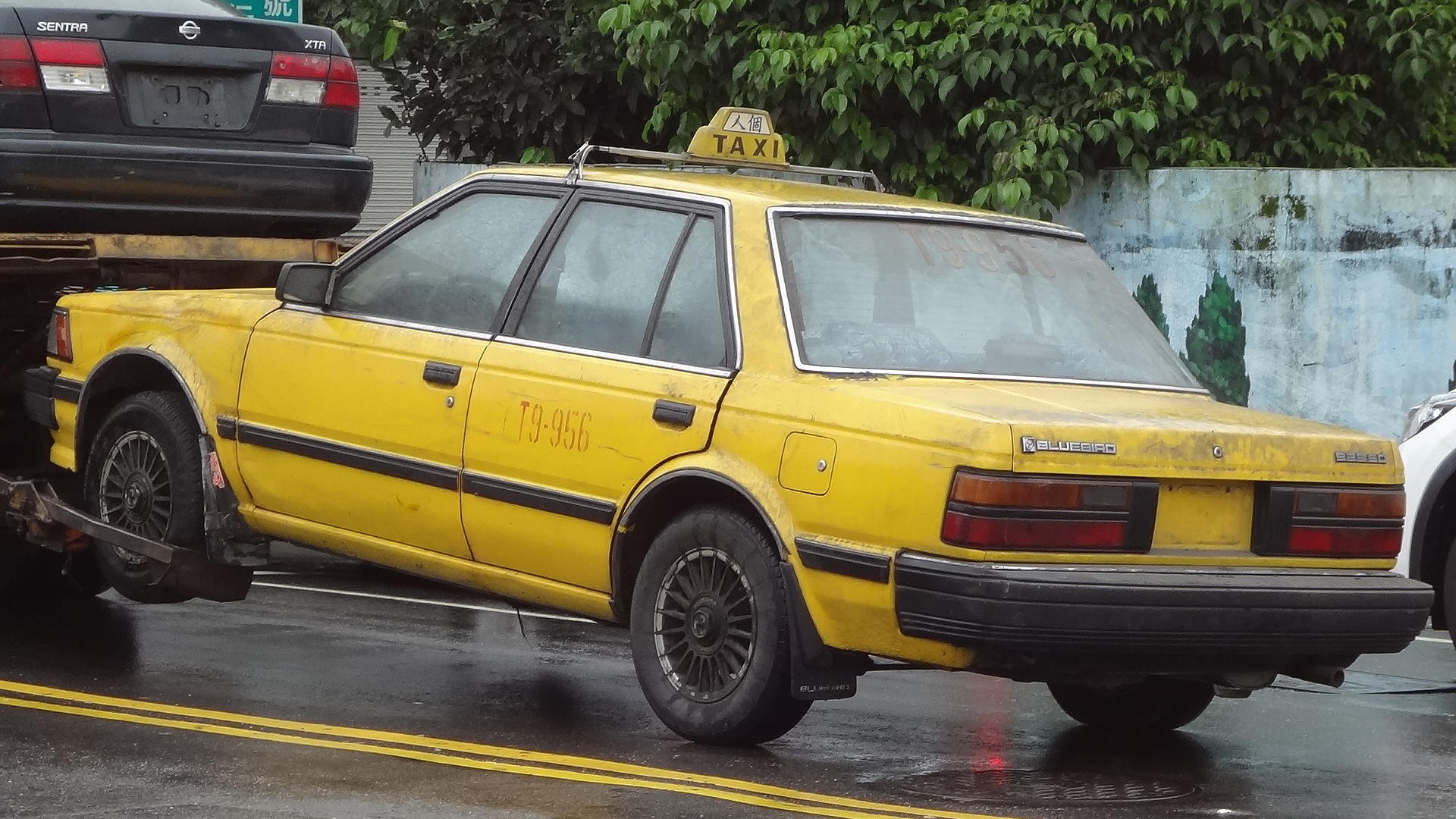
裕隆吉利青鳥923SD
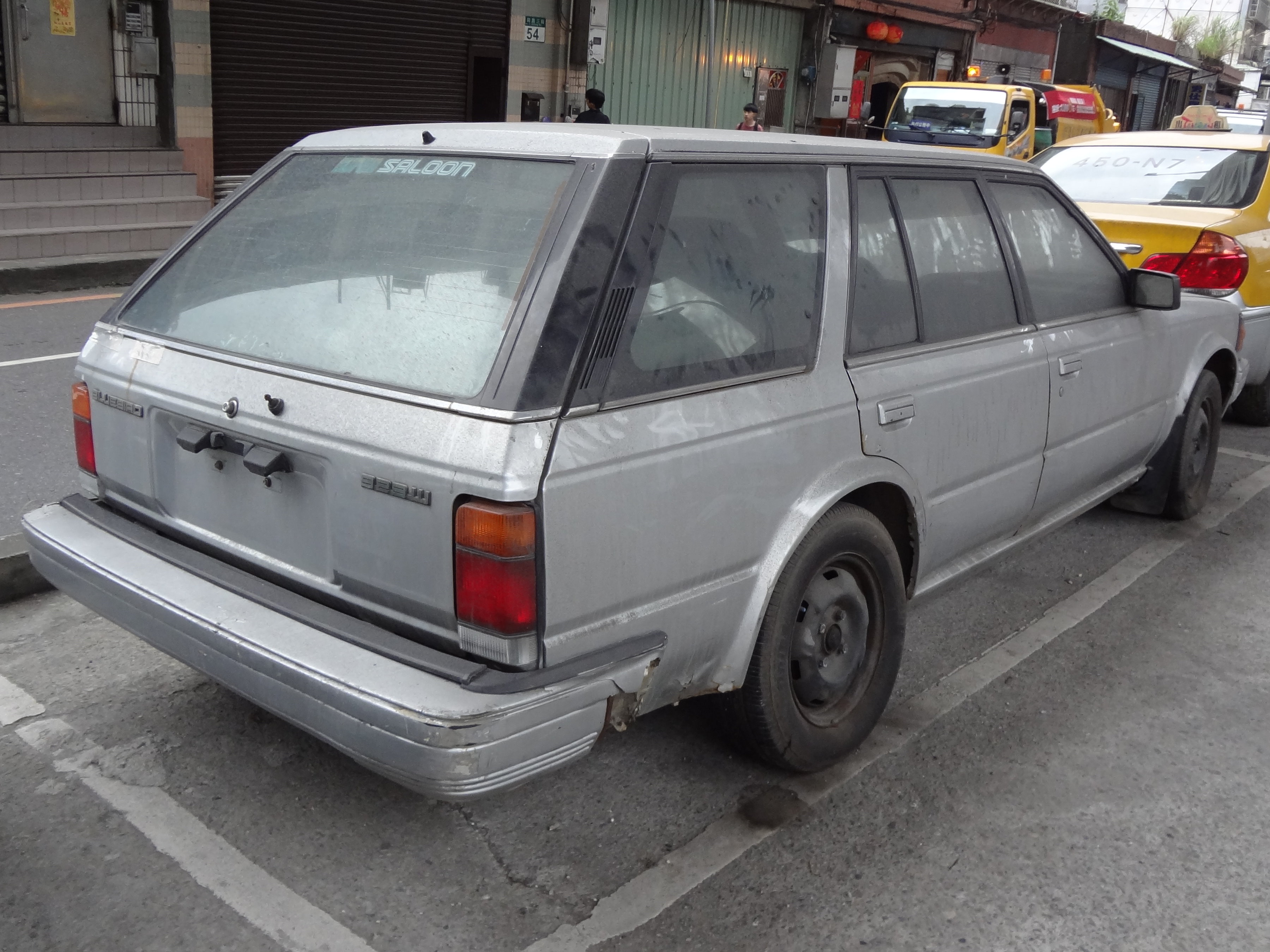
裕隆吉利青鳥923W
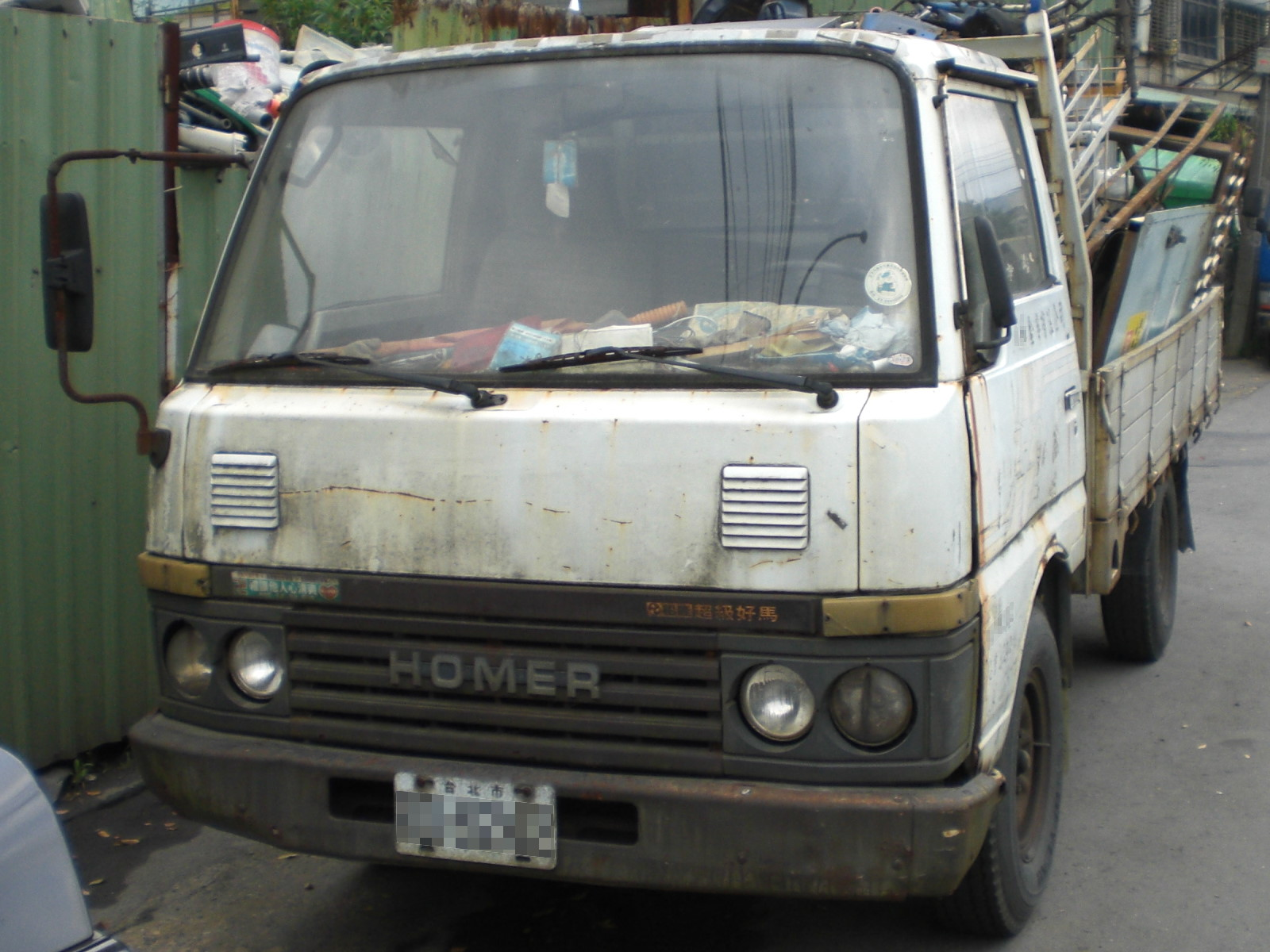
裕隆超級好馬
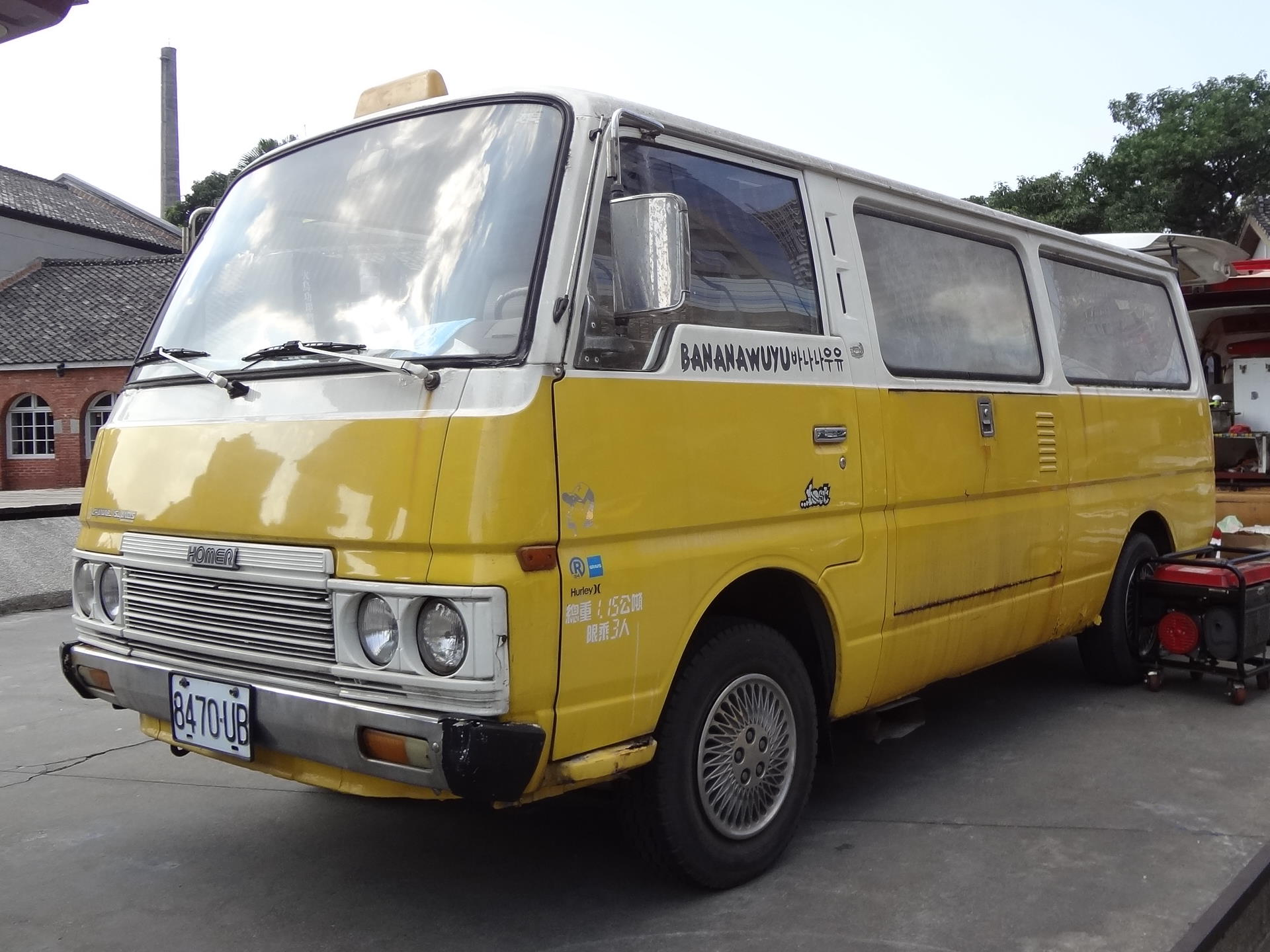
裕隆好馬747（本車已經過改裝）
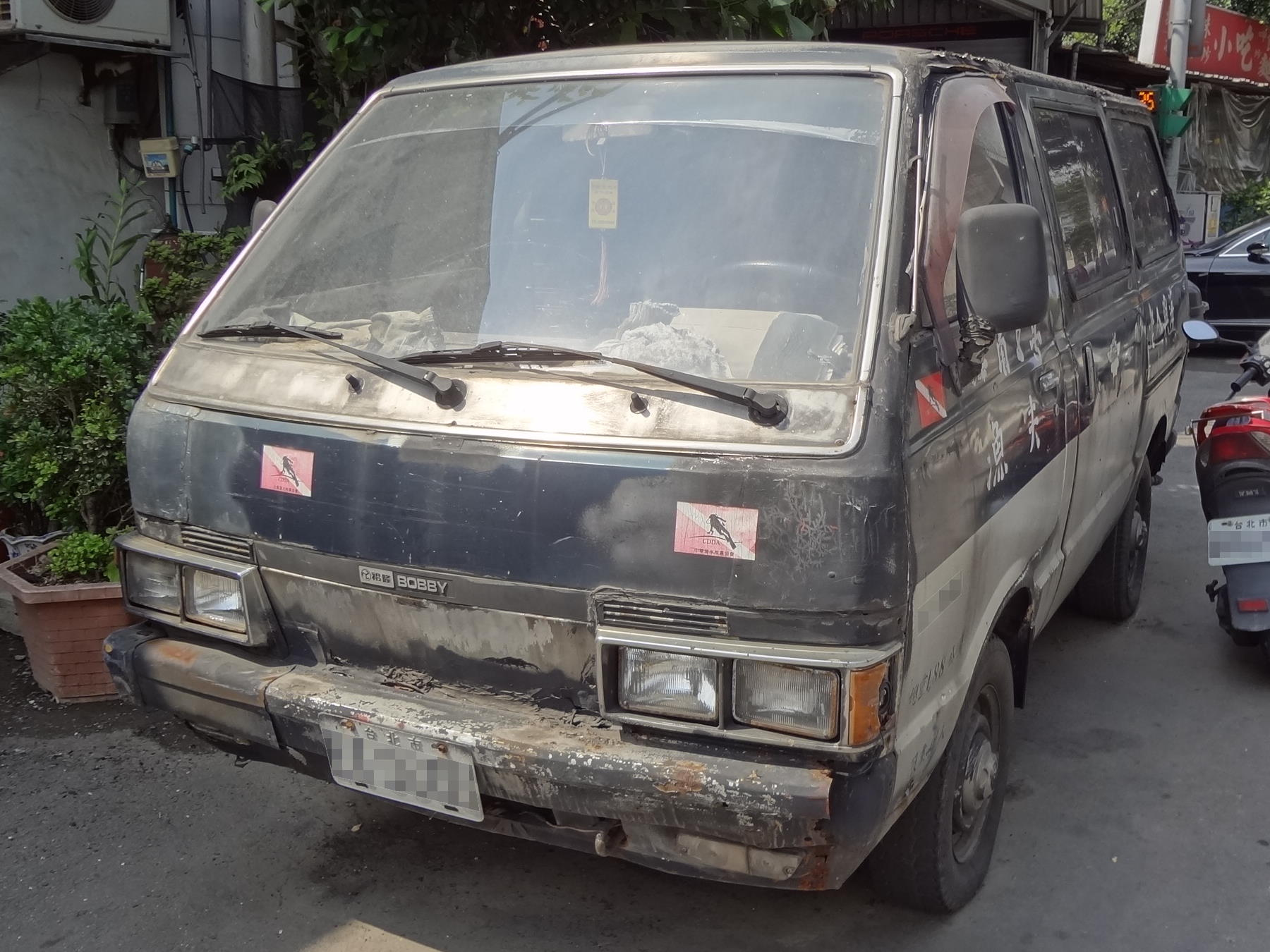
裕隆寶馬

## 裕隆集團旗下事業

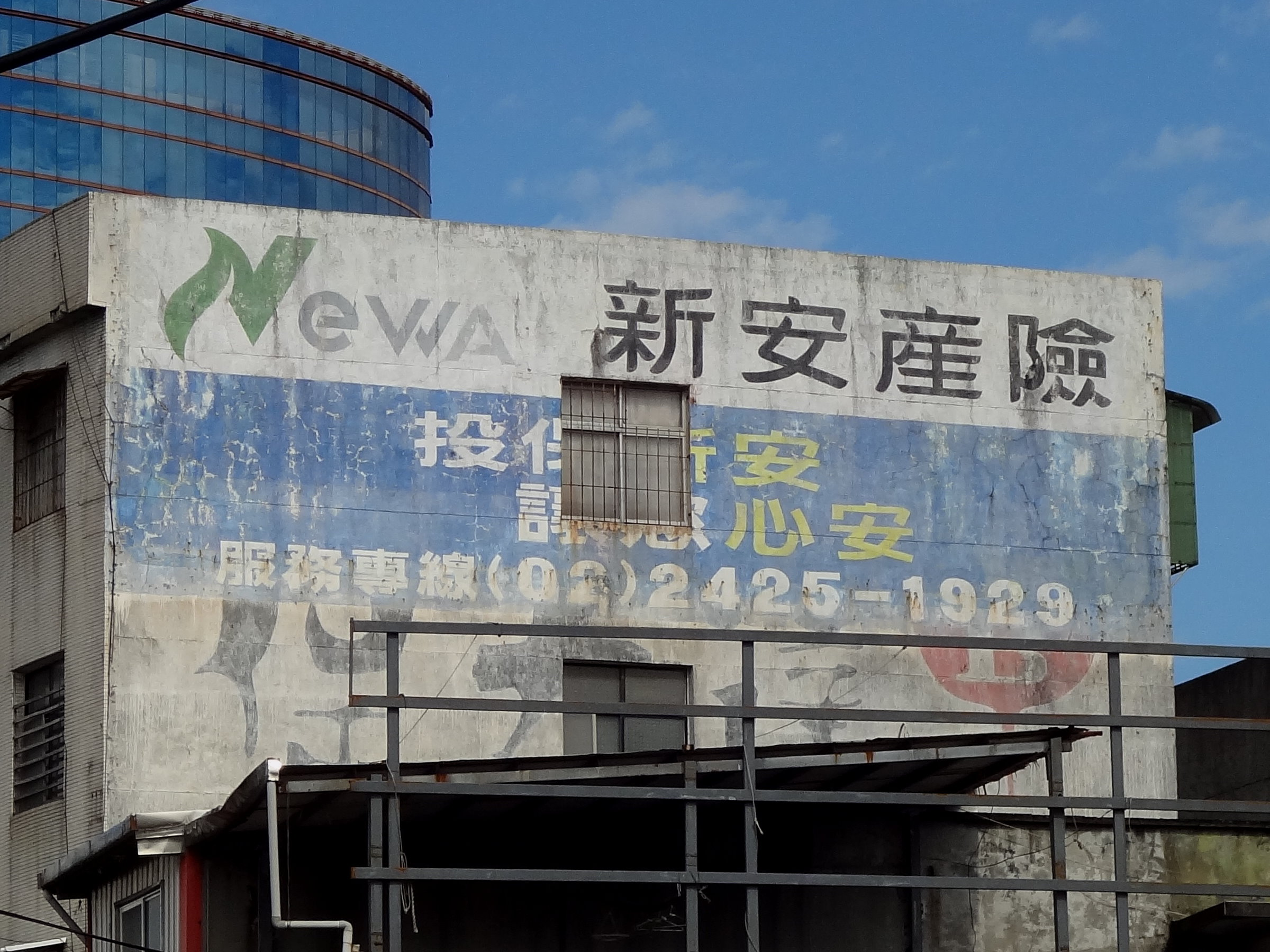
新安產物保險廣告牆

- 納智捷汽車
- 裕隆日產汽車
- 中華汽車工業
- 裕融企業
- 鴻華先進
- 裕隆城
- 華創車電
- 裕隆通用汽車
- 江申工業
- 匯豐汽車
- 裕信汽車
- 裕富數位資融
- 新鑫公司
- 福州東南汽車
- 廣州風神汽車
- 菲律賓日產汽車
- 格上租車
- 行將企業（SAVE認證車聯盟）
- 新安東京海上產物保險
- 台元紡織
- 世紀民生科技
- 嘉裕西服
- 裕隆納智捷籃球隊
- 台元女子籃球隊
- 吳舜文新聞獎助基金會
- 行冠企業（行遍天下）
- 華菱汽車
- 華晶科技
- 協欣金屬工業
- 裕電能源
- 裕隆建設

## 注腳
1. ↑  三三會. .   [2017-01-28]. （原始内容存档于2017-02-02）.
2. ↑  https://www.yulon-group.com/news-list/view/F6B265659132
3. ↑  .   [2018-12-04]. （原始内容存档于2018-12-04）.
4. ↑  https://m.moneydj.com/f1a.aspx?a=a6359839-4353-4645-b09d-53f76475a5b2
5. ↑  聯合報1963/8/12 裕隆與義商合作製蘭美達二輪車 報導截圖｜Facebook｜2019-9-4
6. ↑  裕隆首度進榜！2018年Brand Finance全球百大汽車品牌價值報告書出爐 （页面存档备份，存于）｜U-CAR｜2018-03-12
7. ↑  享年54歲，裕隆集團董事長嚴凱泰因病辭世 （页面存档备份，存于）｜U-CAR｜2018-12-03
8. ↑  https://www.kingautos.net/353524
9. ↑  https://news.u-car.com.tw/news/article/85190
10. 1 2  https://www.ctee.com.tw/news/20240311701955-430503
11. 1 2  https://www.cw.com.tw/article/5001045
12. ↑  https://www.merit-times.com.tw/NewsPage2.aspx?unid=152169
13. ↑  https://c.8891.com.tw/news/18411

## 外部連結
- Wow!好站（页面存档备份，存于）
- 裕隆集團（页面存档备份，存于）
- 裕隆汽車（页面存档备份，存于）
- 中華汽車工業股份有限公司（页面存档备份，存于）
- Nissan Taiwan（裕隆日產汽車）（页面存档备份，存于）
- Luxgen（納智捷）（页面存档备份，存于）
- Mitsubishi Motors In Taiwan(三菱汽車)
- 裕佳汽車
- YES ENERGY 裕電能源（页面存档备份，存于）